# Ballonraket
En ballonraket er en ballon som er fastspændt til et sugerør med tape, hvor sugerøret har en snor igennem, fastspændt mellem to objekter (for eksempel to stole). Derefter fjern den klemmen som holder luften i ballonen og den vil derfor flyver af sted. Det bliver brugt som et forsøget hvorpå man simulere en raket. Forsøget finder normalt sted i 3. klasse til 10. klasse i fag som fysik/kemi.